# Cuspidaria lamellosa
Cuspidaria lamellosa är en musselart som beskrevs av Sars 1878. Cuspidaria lamellosa ingår i släktet Cuspidaria och familjen Cuspidariidae. Enligt den svenska rödlistan är arten otillräckligt studerad i Sverige. Arten förekommer i Götaland. Artens livsmiljö är havet. Inga underarter finns listade i Catalogue of Life.